# Plaza Circular (Murcia)
La Plaza Circular de Murcia (Región de Murcia, España), también conocida como la Redonda, es una de las plazas principales de dicha ciudad, en la que convergen los barrios de Santa María de Gracia, Vistalegre, La Fama y San Miguel. 
Actualmente, constituye parte del centro de la misma y conforma el punto donde confluyen sus principales arterias.

## Orígenes
La construcción de la Plaza Circular tiene su origen en el Plan Cort de 1926, que preveía un ensanche urbano en el norte de la ciudad de Murcia que, sin embargo, no se llevaría a cabo hasta la década de 1930. 
En 1933, el ayuntamiento aprobó el proyecto del ensanche norte de la ciudad que incluía una importante ronda que debía comunicar la carretera de Madrid (desde la actual plaza de las Puertas de Castilla) con la carretera de Alicante (en el cruce de las Atalayas), iniciativa en la que también se preveía la construcción de una gran plaza situada en las proximidades de dos importantes infraestructuras de reciente inauguración y que necesitaban una comunicación apropiada, la actualmente denominada Cárcel Vieja (construida entre 1922 y 1927 e inaugurada en 1929) y la estación de tren de Murcia-Zaraiche, cabecera de la Línea Murcia-Caravaca (construida entre 1921 y 1930 e inaugurada en 1933). 

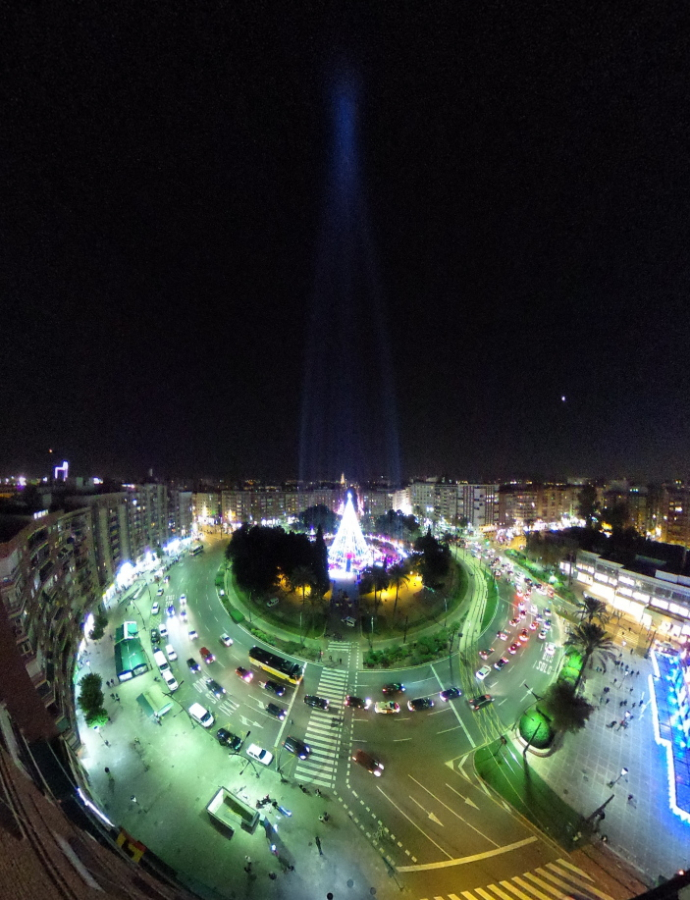
La Redonda durante las festividades de Navidad.
[https://panoviewer.toolforge.org/#Christmas_SpheroCard.jpg Visible como omniorama.

Para conectar esta espacio, aún entonces de huerta, con el centro de la ciudad, también se aprobó en aquel momento la realización de una avenida que uniera esta nueva plaza con la de Santo Domingo y el casco antiguo, la Gran Vía Alfonso X, demoliéndose en agosto de 1936 el antiguo palacio de los Marqueses de los Vélez para poder ser trazada.

## Evolución
A comienzos de la década de 1940, tanto la Plaza Circular como la Gran Vía Alfonso X quedaron abiertas finalmente, aunque hubo que esperar a comienzos de los años 50 para que se construyeran los primeros edificios de viviendas en la misma, que hasta entonces sólo contó con los inmuebles de la estación de Zaraiche y la Cárcel Vieja. En esta época la Circular recibió la denominación de plaza del Generalísimo. 
Entre 1964 y 1965 se da forma a un proyecto que pretendía construir una gran fuente luminosa así como remodelar toda la plaza. Para ello, se ajardinaron parterres con césped y se plantaron árboles de sombra. También se colocarían los primeros juegos infantiles de la zona. Finalmente, se procedió a su inauguración el 14 de abril de 1970 por parte del Ministro de la Gobernación, don Tomás Garicano Goñi.
La fuente monumental de la Redonda es famosa por ser el lugar utilizado por los aficionados del Real Murcia para la celebración de sus hazañas deportivas, así como los triunfos de la selección española de fútbol.
Entre 2006 y 2007, la fuente se remodeló y reparó por completo, ya que sufría filtraciones. Por lo tanto, se le dotó de nuevas instalaciones y maquinarias, de luces y música. Se prescindió del anillo exterior de agua y se unificó dicho anillo con el de césped existente, siendo en este caso césped artificial. El 30 de marzo de 2007 fue reinaugurada.
La plaza Circular vivió otra remodelación en el 2011, aprovechando las obras del Tranvía de Murcia que la atraviesa, aumentando la zona peatonal exterior a costa de los aparcamientos y unificando los carriles de tráfico rodado que antes se encontraban divididos por isletas.
Durante los últimos años, la Redonda se ha convertido en un lugar de celebración de diversos actos, por lo que ha vivido otra remodelación en 2020-21 para transformarla en un espacio para eventos, aumentando el espacio destinado a espectáculos, a costa de zonas verdes.